# Mekran (państwo)

Flaga Mekranu

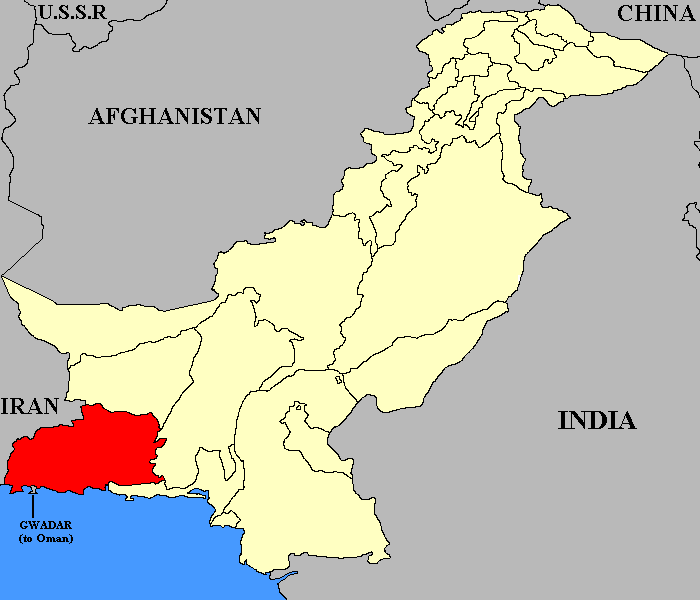

Mekran – dawne księstwo muzułmańskie znajdujące się na obszarze dzisiejszego Pakistanu.
Mekran obejmował obszar 54 000 km², jego stolicą był Turbat.
Księstwo Mekranu powstało w XIX wieku. 17 marca 1948 Makran wszedł w skład nowo utworzonego Pakistanu jako autonomiczne księstwo. 14 października 1955 księstwo zostało zlikwidowane i weszło w skład nowo powstałej prowincji Beludżystan.

## Książęta Mekranu
- 1898-1917 Mehrullah Khan
- 1917-1922 interregnum
- 1922–1948 Azam Jan
- 1948-1955 Bai Khan Baloch Gikchi